# São Romão (Seia)
São Romão era una freguesia portuguesa del municipio de Seia, distrito de Guarda.

## Historia
Fue suprimida el 28 de enero de 2013, en aplicación de una resolución de la Asamblea de la República portuguesa promulgada el 16 de enero de 2013 al unirse con las freguesias de Lapa dos Dinheiros y Seia, formando la nueva freguesia de Seia, São Romão e Lapa dos Dinheiros.